# José Luis Sánchez Bravo
José Luis Sánchez-Bravo Solla (Vigo, 1954 - Hoyo de Manzanares, 1975) va ser un dels últims activistes polítics antifranquistes a qui se'ls aplicà la pena de mort.
Era el tercer de cinc germans i estudià a l'Institut Santa Irene de Vigo, i participà en la vaga d'estudiants de 1972. La seva mare tenia una pensió i allí contactà amb militants del PCE m-l en març de 1974. Després de participar en diverses accions de protesta per l'execució de Salvador Puig i Antich va fugir de Vigo i es va establir a Madrid.
A Madrid va estudiar física. Militant tant del FRAP com de l'Oposició Sindical Obrera, fou detingut a començaments de setembre de 1975 juntament amb 35 militants més del FRAP. Acusat de planejar l'assassinat del tinent de la guàrdia civil Antonio Pose Rodríguez (11 d'agost de 1975), fou jutjat en consell de guerra, condemnat a mort i executat, mitjançant afusellament, el 27 de setembre de 1975 a Hoyo de Manzanares, Madrid.
El 27 de setembre de 1975 van ser executats, a més de José Luis Sánchez Bravo, els militants del FRAP, Xosé Humberto Baena Alonso i Ramón García Sanz, al costat dels militants d'ETA Jon Paredes Manot (Txiki) i Angel Otaegi Etxeberria. Aquestes van ser les últimes execucions del règim franquista, poc abans de la mort del dictador. Aquestes morts van aixecar una onada de protestes i condemnes contra el govern d'Espanya dins i fora del país, tant a nivell oficial com a popular.

## L'execució
El Consell de Ministres del divendres 26 de setembre confirma les penes de mort de cinc encausats. Hi ha diverses protestes d'advocats al Col·legi d'Advocats de Barcelona i es realitzen gestions amb el Vaticà.
A Barcelona, va ser executat Jon Paredes Manot, Txiki, de 21 anys, i a Burgos, Angel Otaegi, de 33. Tots dos, acusats de pertànyer a ETA. A Hoyo de Manzanares (Madrid), José Luis Sánchez Bravo, de 22 anys, Ramón García Sanz, de 27, i Xosé Humberto Baena Alonso, de 24, membres del Front Revolucionari Antifeixista i Patriota (FRAP).
A Hoyo de Manzanares els afusellaments els van fer tres escamots composts cadascun per deu guàrdies civils o policies, un sergent i un tinent, tots voluntaris. A la 9.10, els policies van afusellar Ramón García Sanz. Als 20 minuts, José Luis Sánchez Bravo i poc després Humberto Baena. A les 10.05 tot havia conclòs. No hi va poder assistir cap familiar dels condemnats, malgrat ser "execució pública", segons marcava la llei.
Els cadàvers dels tres membres del FRAP van ser enterrats el mateix matí de la seva execució a Hoyo de Manzanares. Les restes de Sánchez Bravo serien traslladats, posteriorment, a Múrcia, i els de Ramón García Sanz, al cementiri civil de Madrid. Els de Xosé Humberto Baena van ser traslladats a Vigo vuit dies després, per evitar les manifestacions i la possibilitat que hi hagués més morts.

## Reclamacions legals
La seva esposa, Silvia Carretero, tenia 21 anys i estava embarassada quan va ser detinguda i torturada per la Guàrdia Civil a Badajoz per la seva militància en la FUDE (Federació Universitària Democràtica Espanyola), la secció universitària del FRAP (Front Revolucionari Antifeixista i Patriota). Va ser ingressada a la presó de Yeserías de Madrid sense judici, fins que, gràcies un informe mèdic i a causa del seu embaràs, va quedar en llibertat provisional. Carretero es va refugiar a París, on va tenir una filla. No va tornar a Espanya fins a 1976. Trenta-cinc anys després, decideix denunciar el cas de Sánchez Bravo i el seu propi per exigir que es declari il·legal al tribunal que va condemnar a mort al seu marit i que durant el procés el seu marit fou torturat. La demanda havia estat desestimada anteriorment.